# Storvesir

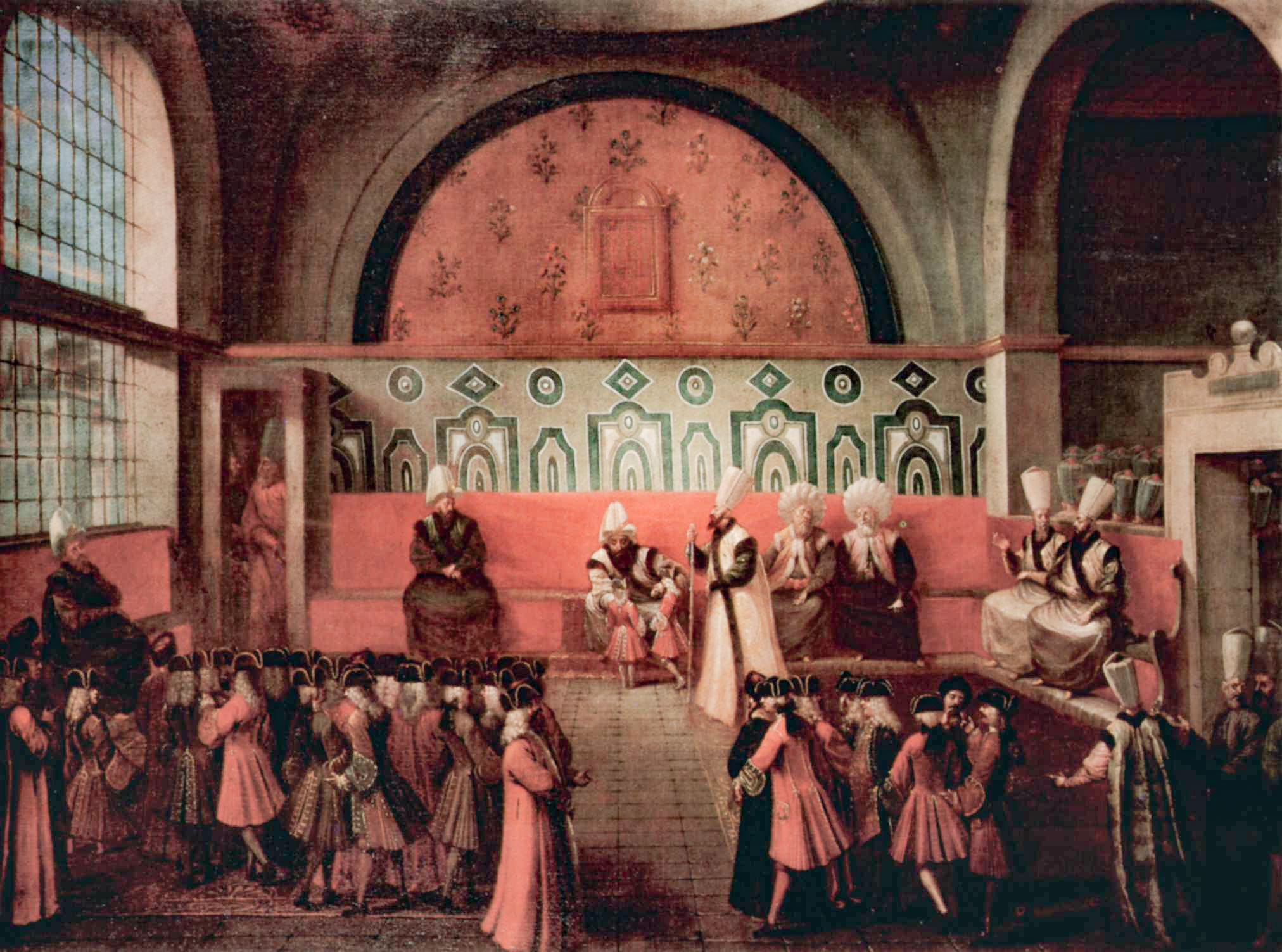
Målning föreställande storvesiren, av Jean-Baptiste van Mour.

Storvesir (ibland även storvisir) var historiskt den främste bland vesirerna, härskarens rådgivare, och därmed den högsta ämbetsposten i det sasanidiska riket och sedan flera muslimska riken. 

## Sasaniderna
Den svenska termen "vesir/"visir" härstammar från medelpersiskans wuzurg framadār (medelpersiska: 𐭫𐭲𐭬𐭥𐭯 𐭠𐭡𐭫) i betydelsen "hög herre"). Till kända sasanidiska storvesirer hör Bozorgmehr Bokhtagan som tillskrivs en furstespegel och uppfinningen av backgammon.

## Osmanerna
I det Osmanska riket, där storvesiren var den ungefärliga motsvarigheten till en premiärminister, om än stundom med betydlig makt såsom sultanens ställföreträdare. Titeln avskaffades i det moderna Turkiet i samband med avskaffandet av sultanämbetet år 1922.
I det Osmanska riket vilade all politisk makt i teorin och länge även i praktiken ensamt i sultanens hand. Men i och med rikets hastiga tillväxt fick vesirämbetet, som till en början endast spelat rollen av en förste rådgivare och medhjälpare, en alltmer ökad betydelse. Redan Mehmet II upphöjde i sin grundlag storvesiren till rikets egentlige regent, som i sin hand skulle förena förvaltningens alla trådar och ha avgörandet i högsta instans i alla politiska angelägenheter.
Som symbol för sin makt förde storvesiren rikssigillet med den så kallade tugra, den regerande sultanens namnchiffer. Även i hovceremonielet kom hans ställning som sultanens ställföreträdare till uttryck. I likhet med sultanen fick han på bestämda dagar i veckan motta hov- och statsämbetsmännens hyllning, och inför offentligheten visade han sig endast omgiven av ett lysande följe. Hans palats, där han samlade omkring sig statens högst uppsatta man till överläggningar, blev på så sätt regeringens egentliga säte: Höga porten.